# Sean Palmer
Sean Gregory Palmer (nació el 23 de enero de 1973) es una persona dedicada a la actuación de teatro y cine, canto y baile estadounidense. Su papel más reconocible en la televisión es el del novio de Stanford Blatch, Marcus, en la serie de HBO Sex and the City.

## Carrera
Palmer interpretó al Príncipe Eric en la versión teatral de La sirenita, que comenzó el 10 de enero de 2008.
Se puede escuchar a Palmer en la grabación original de Broadway Cast de La sirenita y en la banda sonora de la película Easy Virtue. En 2010, apareció en un concierto de una sola noche con una lectura semiescenificada de Evening Primrose de Stephen Sondheim.

## Vida personal
En octubre de 2021, Palmer se declaró de género no binario y declaró su preferencia por los pronombres en inglés they/them.

## Créditos en teatro
- The Secret Garden: (Denver Center Theatre Company) Archibald Craven
- Guys and Dolls (Weston Playhouse Theatre Company) Sky Masterson
- On The Town: (English National Opera 2007) Chip
- Crazy For You: (Open Air Theatre, Regent's Park 2011) Bobby Child
- El fantasma de la ópera: (Her Majesty's Theatre 2013) Raoul, Vicomte de Chagny
- La sirenita: Príncipe Eric
- The Apple Tree (Revival): Ensemble y Cover to Mr. Kudisch
- Saturday Night Fever (Original): Joey y Tony Manero
- Fosse (Original): Cast original
- Dream (Original): Swing
- The Boy Friend: Tony Brockhurst; dirigido por Julie Andrews

## Filmografía

### Películas
| Año  | Título  | Papel    | Notas |
| ---- | ------- | -------- | ----- |
| 2002 | Chicago | Bailarín |       |

### Televisión
| Año       | Título           | Papel                | Notas                  |
| --------- | ---------------- | -------------------- | ---------------------- |
| 2002–2004 | Sex and the City | Marcus Adant         | 8 episodios            |
| 2003      | The Reagans      | Tony                 | Película de televisión |
| 2005      | Grey's Anatomy   | Interno / Interno #3 | 2 episodios            |

### Videojuegos
| Año  | Título           | Papel |
| ---- | ---------------- | ----- |
| 2022 | Kao the Kangaroo | Voice |